# C'eravamo tanto amati
C'eravamo tanto amati is een Italiaanse dramafilm uit 1974 onder regie van Ettore Scola.

## Verhaal
Gianni, Nicola en Antonio sluiten vriendschap tijdens de Tweede Wereldoorlog. Na de Bevrijding gaat een nieuwe wereld voor hen open. Ze zijn vervuld van dromen en illusies. Hun wegen scheiden zich echter wanneer ze de val van het fascistische regime vieren. Zij hebben alle drie op verschillende tijdstippen een relatie met de actrice Luciana. Nicola, die filmcriticus wil worden, wordt leraar in een provinciestadje en verlaat op den duur zijn gezin. Antonio gaat werken in een ziekenhuis in Rome. Hij ontmoet  er Luciana, trouwt met haar en blijft met haar aan zijn zijde strijden voor zijn rechten. Gianni wordt advocaat en trouwt met Elide. Later wordt hij weduwnaar. Zij ontmoeten elkaar bij toeval, maar hun communicatie verloopt stroever dan toen ze nog jong waren.

## Rolverdeling
| Acteur                | Personage        |
| --------------------- | ---------------- |
| Nino Manfredi         | Antonio          |
| Vittorio Gassman      | Gianni Perego    |
| Stefania Sandrelli    | Luciana Zanon    |
| Stefano Satta Flores  | Nicola Palumbo   |
| Giovanna Ralli        | Elide Catenacci  |
| Aldo Fabrizi          | Romolo Catenacci |
| Mike Bongiorno        | Zichzelf         |
| Federico Fellini      | Zichzelf         |
| Marcello Mastroianni  | Zichzelf         |
| Nello Meniconi        | Zichzelf         |
| Guidarino Guidi       | Zichzelf         |
| Pierluigi             | Zichzelf         |
| Alfonso Crudele       | Edoardo          |
| Isa Barzizza          | Elena            |
| Marcella Michelangeli | Gabriella        |
| Livia Cerini          | Rosa             |
| Elena Fabrizi         | Anna Catenacci   |
| Fiammetta Baralla     | Maria Catenacci  |
| Dino Curcio           | Armando Curcio   |
| Carla Mancini         | Lena             |
| Lorenzo Piani         | Enrico           |